# Tahimetrija
Tahimetrija je vrsta geodetske izmjere u kojoj se položaj neke točke na terenu određuje mjerenjem udaljenosti do nje, te mjerenjem vodoravnog i okomitog kuta (polarne koordinate). Služi za brzu izmjeru u primijenjenoj geodeziji, te za kartiranje u krupnome mjerilu. Mjerenje se najčešće provodi tahimetrom, koji može biti u različitim izvedbama. Jednostavnim optičkim tahimetrom kutovi se mjere vodoravnim i okomitim limbom, a udaljenosti daljinomjernim nitima ili optičkim klinom, promatrajući kroz dalekozor instrumenta tahimetarsku letvu na cilju. Autoredukcijski tahimetar ima mogućnost pretvorbe kosih udaljenosti u vodoravne, čime se olakšava redukcija. 
Suvremeni elektronički tahimetar (totalna stanica) univerzalni je geodetski mjerni instrument s ugrađenim računalom, digitalnim prikazom i zapisom, a ima mnogobrojne mogućnosti mjerenja i računanja, katkada i mogućnost automatizacije cijeloga mjerenja s daljinskim upravljanjem. Elektronička tahimetrija znatno je ubrzala mjerenje, povećala doseg i točnost mjerenja.

## Totalna stanica
Totalna stanica, mjerna stanica ili tahimetar je računalna inačica elektroničkog teodolita. Totalne stanice imaju u sebi računalo, memoriju i elektronički daljinomjer. Totalna stanica omogućava jednostavnije snimanje detalja, iskolčavanja, te brže i preciznije izvođenje radova. Elektronički daljinomjer je najveća prednost totalnih stanica. Takvi daljinomjeri sastoje se od odašiljača koji emitira elektromagnetsko zračenje u infracrvenom ili radio spektru. Elektronički daljinomjer zahtjeva reflektor na kraju mjerenje dužine koji refletkira odaslane elektromagnetske valove. Preciznost elektroničkog daljinomjera kod totalnih stanica je oko 2 mm na 1 km mjerene duljine.
Instrumenti koji omogućuju mjerenje vodoravnog kuta, vertikalnog kuta i kose duljine nazivaju se tahimetri (grč. brzomjer). U 19. stoljeću pojavili su se optički tahimetri, a 1970-ih godina prošlog stoljeća prvi elektronički tahimetri. Tijekom razvoja automatiziran je tijek mjerenja, uspostavljena automatska registracija, omogućena razna računanja u samom instrumentu, te se danas takvi instrumenti nazivaju totalnim stanicama ili mjernim stanicama (eng. Total Station).